# Liriomyza bellissima
Liriomyza bellissima este o specie de muște din genul Liriomyza, familia Agromyzidae, descrisă de Spencer în anul 1969. Conform Catalogue of Life specia Liriomyza bellissima nu are subspecii cunoscute.